# Wassyliwka (Bolhrad)
Wassyliwka (ukrainisch Василівка; russisch Василевка Wassilewka, rumänisch Vaisal) ist ein im Budschak gelegenes Dorf in der ukrainischen Oblast Odessa mit etwa 3900 Einwohnern (2009).
Die Ortschaft liegt am Toschbunar (Тошбунар), einem 43 km langen Zufluss zum Katlabuh-See, 20 km östlich vom Rajonzentrum Bolhrad und etwa 220 km südwestlich vom Oblastzentrum Odessa. Durch das Dorf verläuft die Territorialstraße T–16–32.
Am 14. November 1945 erhielt die Ortschaft, welche bis dahin den ukrainischen Namen Wajssal (Вайсал) trug ihren heutigen Namen.

## Geschichte
Wassyliwka wurde 1830 von Siedlern aus Bulgarien im Gouvernement Bessarabien des Russischen Kaiserreiches gegründet. Nach dem für Russland verlorenen Krimkrieg ging das Gebiet um Cahul, Bolgrad und Ismail, in dem auch Wassyliwka liegt, 1856 an das Fürstentum Moldau, um nach dem nächsten Russisch-Osmanischen Krieg 1878 wieder, bis 1917, an Russland zu fallen. In den Wirren der Oktoberrevolution verlor Russland Bessarabien, dass sich zur 1917 Demokratischen Moldauischen Republik erklärte und im gleichen Jahr freiwillig an das Königreich Rumänien anschloss. Nach der Besetzung Bessarabiens 1940 durch die Sowjetunion lag das Dorf im Rajon Bolhrad der Oblast Akkerman (ab dem 7. August 1940 Oblast Ismajil) in der Ukrainischen SSR. Zu Beginn des Deutsch-Sowjetischen Krieges kam das Dorf 1941 erneut an Rumänien. Nachdem die Rote Armee Bessarabien 1944 zurückerobert hatte, lag das Dorf wieder in der ukrainischen Oblast Ismajil, die 1954 in der Oblast Odessa aufging. 1991 wurde die Ortschaft Teil der unabhängigen Ukraine.

## Verwaltungsgliederung
Am 12. Juni 2020 wurde das Dorf zum Zentrum der neugegründeten Landgemeinde Wassyliwka (Василівська сільська громада/Wassyliwska silska hromada), zu dieser zählen auch noch die 5 in der untenstehenden Tabelle aufgelisteten Dörfer, bis dahin bildete es die gleichnamige Landratsgemeinde Wassyliwka (Василівська сільська рада/Wassyliwska silska rada) im Osten des Rajons Bolhrad.
Folgende Orte sind neben dem Hauptort Wassyliwka Teil der Gemeinde:
| Name                     | Name           | Name                           | Name         |
| ukrainisch transkribiert | ukrainisch     | russisch                       | rumänisch    |
| ------------------------ | -------------- | ------------------------------ | ------------ |
| Banniwka                 | Баннівка       | Бановка (Banowka)              | Băneasa      |
| Holyzja                  | Голиця         | Голица (Holiza)                | Golița       |
| Kaltschewa               | Калчева        | Кальчево (Kaltschewo)          | Calceva      |
| Karakurt                 | Каракурт       | Каракурт                       | Caracurt     |
| Nowyj Karakurt           | Новий Каракурт | Новый Каракурт (Nowy Karakurt) | Caracurt-Nou |